# Soul psichedelico
Per soul psichedelico (dall'inglese psychedelic soul), qualche volta chiamato anche black rock, si intende un genere musicale emerso alla fine degli anni 1960 che fonde soul e rock psichedelico.

## Storia

### Origini

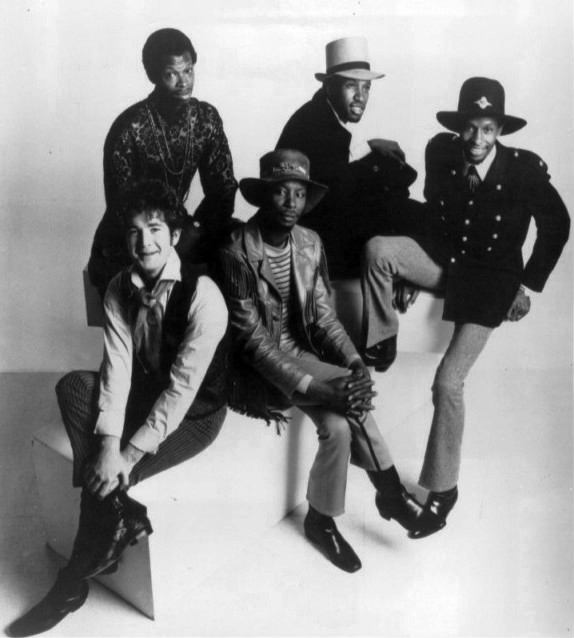
The Chambers Brothers (1970)

Durante la seconda metà degli anni sessanta, la psichedelia di Jimi Hendrix iniziò a ispirare molti musicisti afroamericani, fra cui quelli della Motown Records. La musica di Hendrix risentiva l'influenza del clima politico dell'epoca, periodo in cui perseverava il Movimento per i diritti civili degli afroamericani, ed era più cupa rispetto a quelli di tanti altri rocker psichedelici del periodo. Fra i primi artisti di soul psichedelico vi sono gli Sly and the Family Stone che, ispirandosi al funk di James Brown, inaugurarono la variante acida del soul con brani come Dance to the Music (1967), Everyday People (1968) e I Want to Take You Higher (1969), che enfatizzavano il suono delle distorsioni della chitarra ritmica elettrica e quello delle forti linee di basso. Importanti furono anche i Temptations e il loro produttore Norman Whitfield che, dopo il repertorio leggero degli esordi, passarono a un registro più impegnativo con Cloud Nine (1968) Runaway Child, Running Wild (1969) e Psychedelic Shack (1969).

### Sviluppi
Fra gli act della Motown che virarono verso la psichedelia vi erano le Supremes con Reflections (1967), Love Child (1968) e Stoned Love (1970), Stevie Wonder e Marvin Gaye, il cui What's Going On (1971) contiene diversi brani dai temi sociopolitici che abbracciano il soul psichedelico. Fra gli artisti che ebbero maggiore successo suonando soul psichedelico vi furono i Chambers Brothers con Time Has Come Today (scritta nel 1966, ma giunta in classifica due anni dopo), The 5th Dimension con la loro versione di Stoned Soul Picnic di Laura Nyro (1968), Edwin Starr con War (1970), una cover dei Temptations, e gli Undisputed Truth con Smiling Faces Sometimes (1971).
I collettivi interdipendenti Parliament/Funkadelic di George Clinton e i loro numerosi progetti paralleli portarono alle estreme conseguenze il sound del soul psichedelico, facendosi contaminare dal rock degli MC5 e degli Stooges anche sfruttando assoli di chitarra distorti estesi ed effetti sonori psichedelici. Alcuni degli album che riflettono meglio questa vena surreale e goliardica includono l'omonimo album (1970) Free Your Mind... and Your Ass Will Follow (1970) e Maggot Brain (1971) dei Funkadelic così come Osmium (1970) dei Parliament. I Parliament/Funkadelic pubblicarono oltre quaranta singoli, di cui tre giunti nella top ten statunitense, e tre dei loro numerosi album divennero dischi di platino.

### Il declino
Laddove la popolarità del rock psichedelico iniziò a decadere intorno alla fine degli anni sessanta, il soul psichedelico continuò invece ad essere suonato fino alla fine degli anni settanta. Artisti come Isaac Hayes e Curtis Mayfield iniziarono ad adottare le orchestre e si convertirono a un "soul cinematico" che anticipa la disco music mentre, non molto diversamente, altri artisti di psychedelic soul come Earth, Wind & Fire, Kool & the Gang e Ohio Players abbracciarono il funk e la disco music.